# Mad Harriet
Mad Harriet es un personaje ficticio, una guerrera creada por Jack Kirby para la editorial DC Comics, perteneciente a las Furias Femeninas de Darkseid. Apareció por primera vez en las páginas de Mister Miracle Vol. 1 #6 (enero de 1972).

## Biografía del personaje ficticio
Mad Harriet se crio como una guerrera en el orfanato de Abuela Bondad. Una niña perturbada, impresionó a Abuela Bondad por la crueldad que poseía, además de su temperamento feroz y su inclinación hacia la violencia, la ncorporó rápidamente en el Batallón de Furias Femeninas de Apokolips que inicialmente lideraba Big Barda. Con sus capacidades, Mad Harriet le permitió servir a Darkseid. Durante la batalla contra el Escuadrón Suicida en una misión a la Tierra al intentar rescatar a Glorious Godfrey, Harriet por poco muere al tratar de atacar a Tigre de Bronce, y sus garras de energía se volvieron inútiles y contraproducentes.
Durante otra misión, Harriet sería capturada por los dioses de Nuevo Génesis, sin embargo, sería devuelta a Darkseid. Mad Harriet es vista como prostituta en el burdel de Abuela Bondad, aunque queda ambigua su historia en dicho lugar, puesto que no quedó claro si es la verdadera Mad Harriet o era una ilisión creada por el segundo Mister Miracle. También se hace amiga de su colega criminal Harley Quinn. Más tarde, Bernadeth la regaña por asociarse con terrícolas mortales.

### Estatus actual
Mad Harriet reaparecería con el resto de sus compañeras furias femeninas mientras luchaban contra Firestorm, Orión y Chica Halcón en diferentes ocasiones.
Durante los acontecimientos del evento denominado Countdown, Mad Harriet fue parte de la batalla contra Mary Marvel, Harley Quinn y la segunda Catwoman. Cuando los Dog Soldiers de Apokolips atacan a Mary, ella se agacharía y las balas destrozarían a Mad Harriet muriendo por el fuego cruzado.
Durante los acontecimientos de Crisis Final, sería revivida y como furia femenina, usurpó el cuerpo de Batwoman al poseerlo.

### Los Nuevos 52/DC: Renacimiento
Durante el reinicio del Universo DC, sería vista al lado de las furias lideradas por Abuela Bondad en las páginas del cómic Infinity-Man y los Forever People, en el #8. Durante los acontecimientos de la Guerra de Darkseid, Mad Harriet, junto al resto de las furias y Kanto viajaron al planeta Tierra para perseguir a la amazona renegada Myrina Black.

## Poderes y habilidades
Como miembro de las Furias Femeninas, Mad Harriet es sobrehumanamente fuerte al igual que sus compañeras Lashina o Bernadeth. Su fisiología avanzada la hace extremadamente longeva e inmune a todo tipo de enfermedades. Mad Harriet posee una agilidad y flexibilidad notable por encima de las otras Furias Femeninas. Además, debido a que está extremadamente loca, Harriet tiene un estilo salvaje de pelea. 
En combate Mad Harriet utiliza sus Picos de Poder que salen de sus manos que crepitan con energía y que son capaces de desgarrar, cortar y decapitar a sus rivales. Pueden hacer suficiente daño como para dañar a metahumanos extremadamente poderosos del Universo DC.

## Apariciones en otros medios

### Televisión y series web
Mad Harriet ha tenido aparición en:
- Superman: The Animated Series en el episodio Little Girl Lost y más tarde en Legacy.
- Liga de la Justicia Ilimitada en el episodio Alive.
- Batman, el Valiente, en el episodio Duel of the Double Crossers, acá tiene un romance ocasional con el cazarrecompensas del viejo oeste, Jonah Hex.
- DC Super Hero Girls en el episodio especial de TV titulado, DC Super Hero Girls: Super Hero High.[10]
- Smallville, en el episodio 'Abandoned.

### Películas directas a video
- Mad Harriet tuvo una aparición menor en la película animada de Superman/Batman: Apocalypse.
- Mad Harriet apareció en la película animada de DC Super Hero Girls: Intergalactic Games.[10]
- Mad Harriet aparece en Lego DC Super Hero Girls: Brain Drain.